# Poing
Poing er en kommune i Landkreis Ebersberg i Regierungsbezirk Oberbayern i den tyske delstat Bayern.

## Geografi
Kommunen ligger øst for München, ved dennes S-togsnet, og regnes for en del af dens opland. I Poing ligger landsbyerne Angelbrechting og Grub. Kommunen grænser til Pliening, Markt Schwaben, Anzing og Vaterstetten (alle Landkreis Ebersberg) samt Kirchheim bei München (Landkreis München).